# Notodontins
Els notodontins (Notodontinae) són una subfamília de lepidòpters ditrisis de la família dels notodòntids (Notodontidae).

## Llista dels gèneres
- Cerura Schrank, 1802.
- Chadisra Walker, 1862.
- Cleapa Walker, 1855.
- Drymonia Hübner, 1819.
- Ellida Grote, 1876.
- Homocentridia Kiriakoff, 1967.
- Hupodonta Butler, 1877.
- Leucodonta Staudinger, 1892.
- Lophocosma Staudinger, 1887.
- Melagonina Gaede, 1933.
- Mesophalera Matsumura, 1920.
- Metriaeschra Kiriakoff, 1964.
- Mimesisomera Bryk, 1950.
- Neodrymonia Matsumura, 1920.
- Nephodonta Sugi, 1980.
- Nerice Walker, 1855.
- Norracoides Strand, 1916.
- Notodonta Ochsenheimer, 1810.
- Odontosiana Kiriakoff, 1964.
- Paradrymonia Kiriakoff, 1967.
- Paranerice Kiriakoff, 1964.
- Peridea Stephens, 1828.
- Periphalera Kiriakoff, 1959.
- Peroara Schaus, 1905.
- Pheosia Hübner, 1819.
- Pheosiopsis Bryk, 1950.
- Pseudofentonia Strand, 1912.
- Pseudosomera Bender et Steiniger, 1984.
- Pseudostauropus Gaede, 1930.
- Rachiades Kiriakoff, 1967.
- Semidonta Staudinger, 1892.
- Shaka Matsumura, 1920.

## Galeria

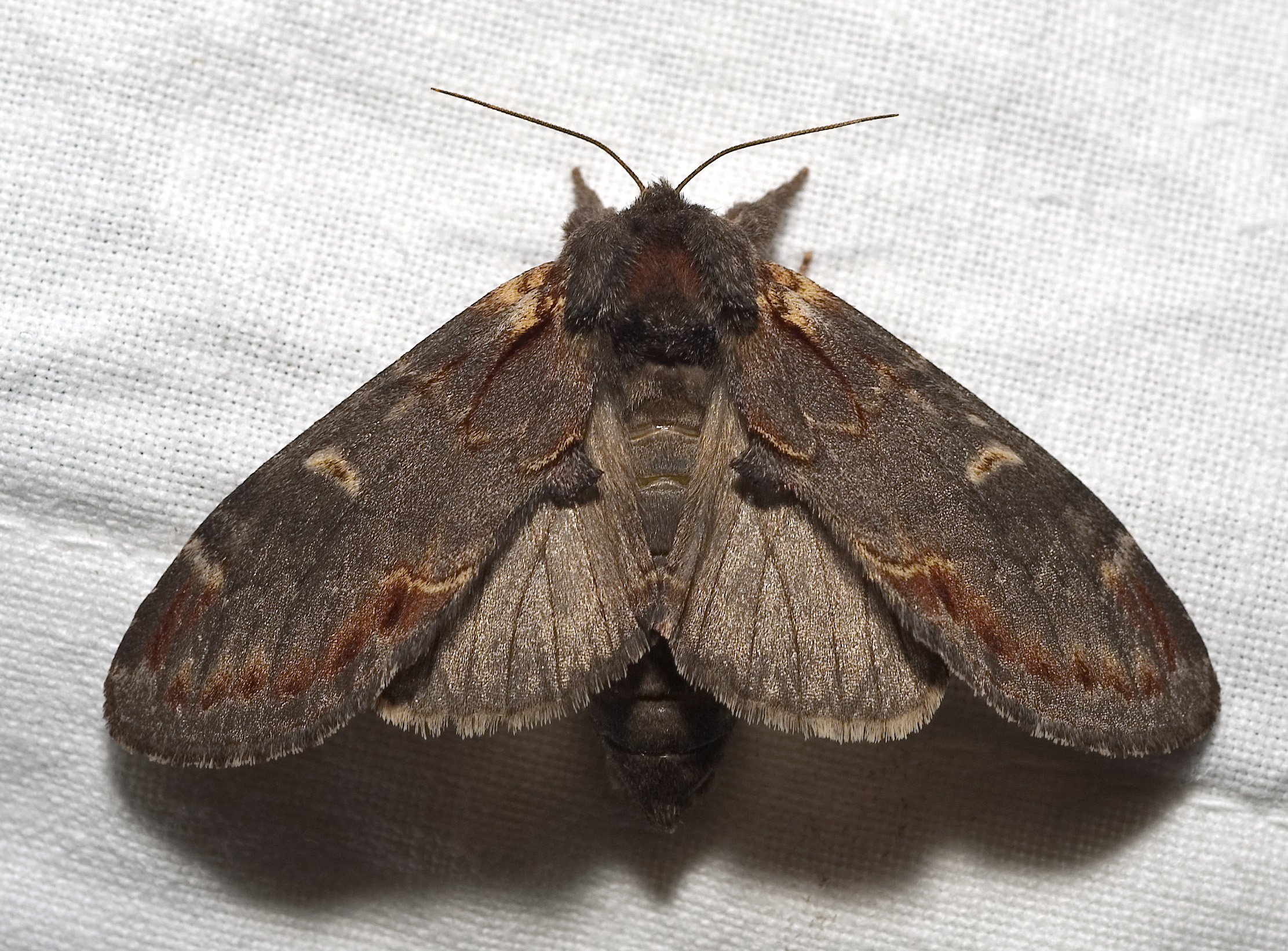
Notodonta dromedarius
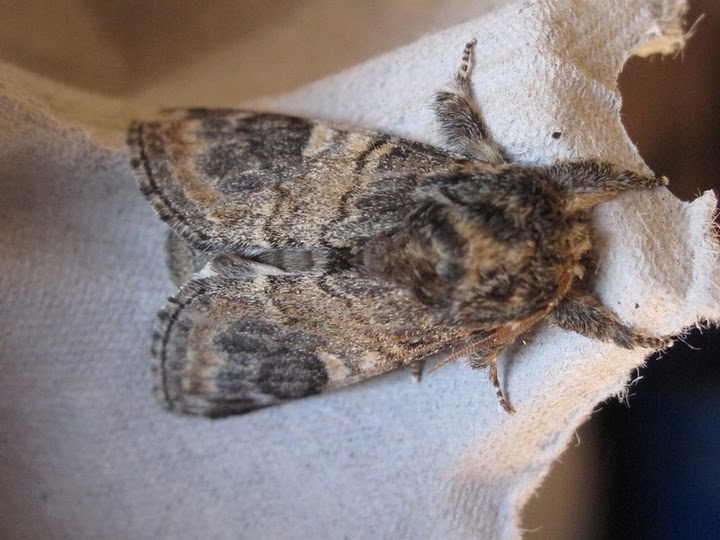
Notodonta tritophus
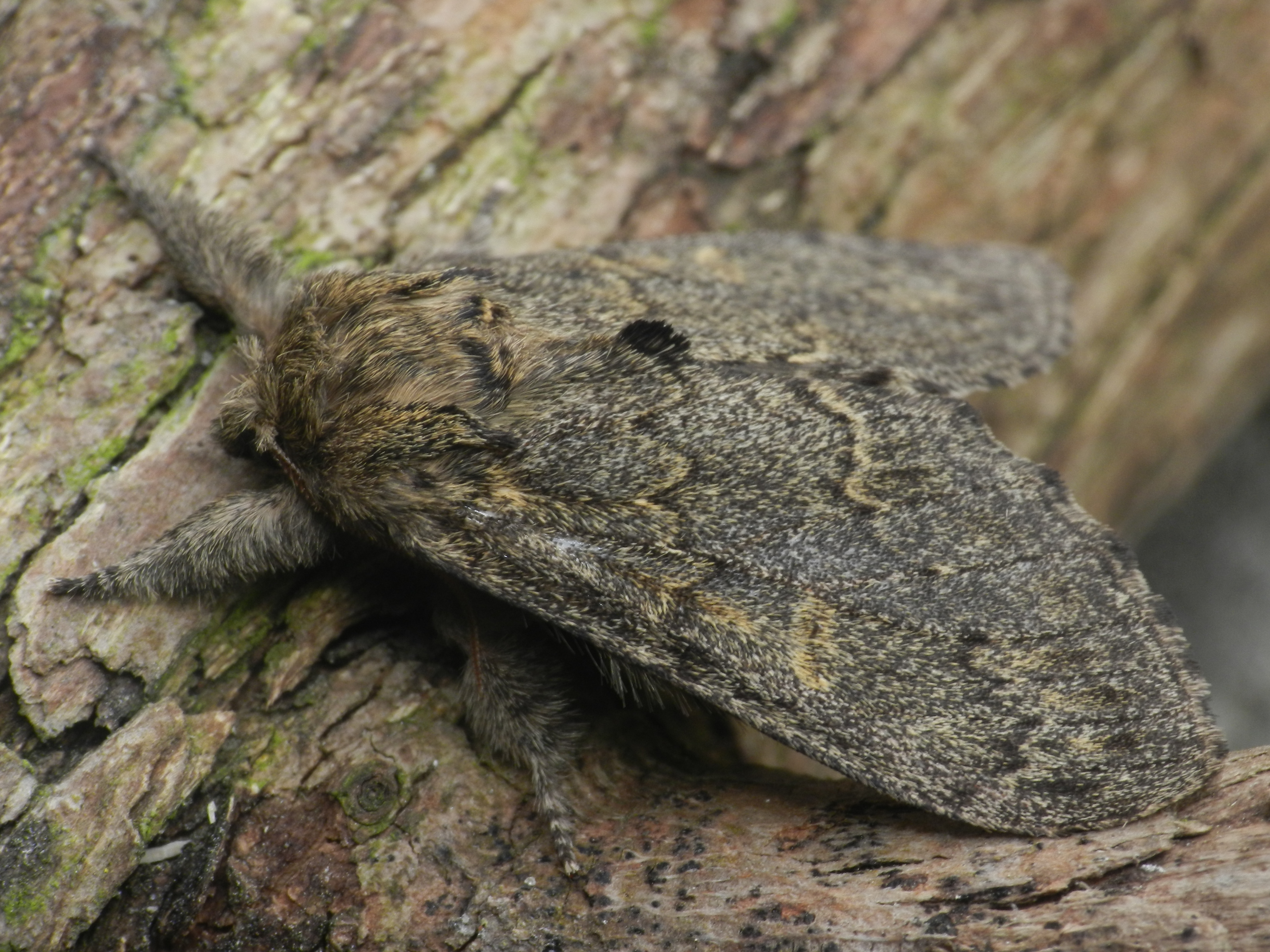
Notodonta torva
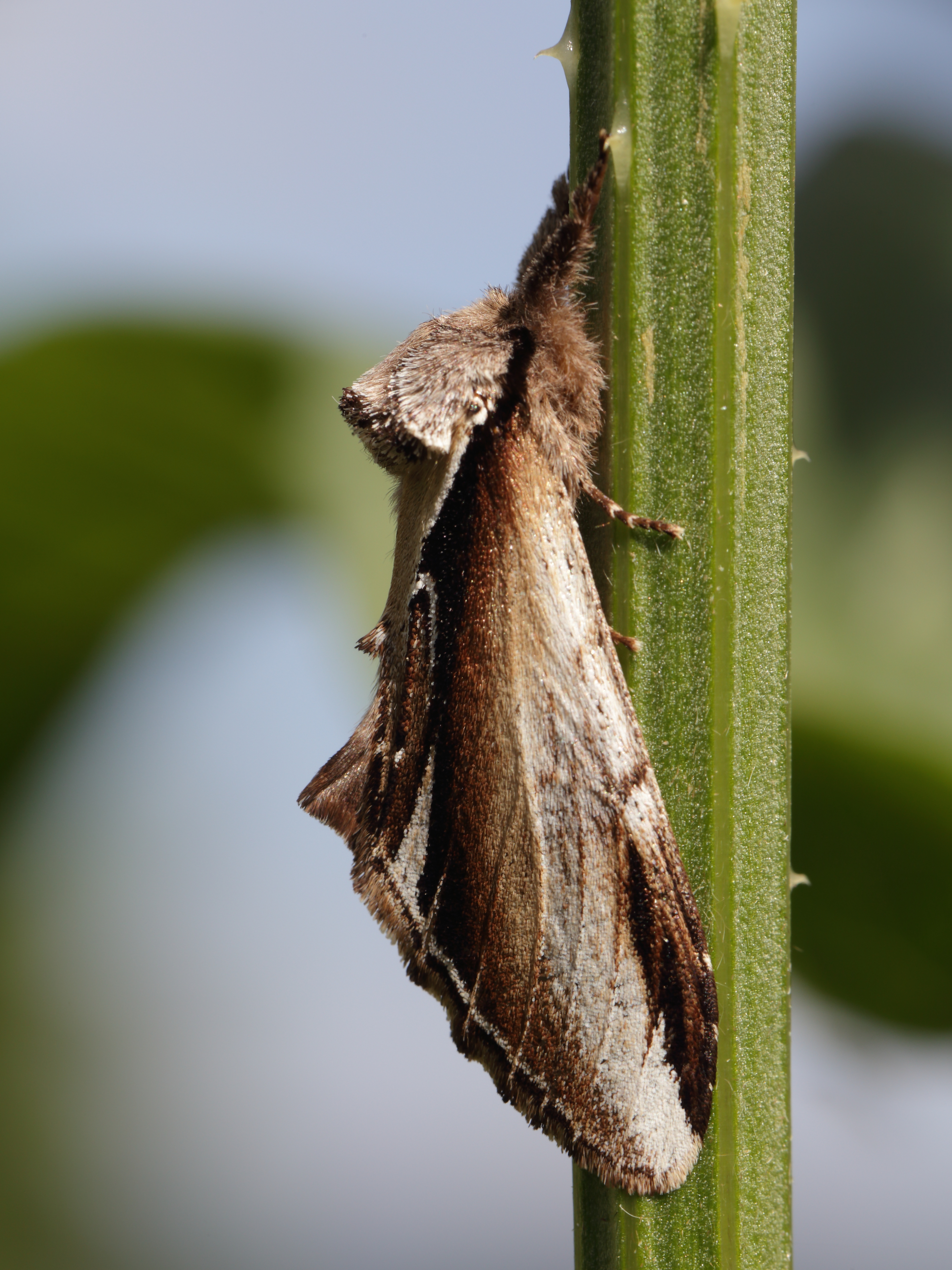
Pheosia gnoma